# Duinbosrussula
De duinbosrussula (Russula cessans) is een schimmel behorend tot de familie Russulaceae. Hij vormt ectomycorrhiza met dennen (Pinus). Hij komt voor op droge rijke zandgronden in naaldbossen.

## Kenmerken

### Uiterlijke kenmerken
Hoed
De vrij vlezige hoed is 3 tot 6, zelden tot 8 cm breed en zeer variabel van kleur. Het is meestal bordeauxrood of violet, maar kan ook karmijn of meer bruinviolet, paarsbruin of olijfbrons zijn. Ook komen gerafelde groenachtige zones voor. Het midden van de hoed is meestal donkerder van kleur, meer bruinachtig, vaak met olijftinten en met gelige oplichting. De rand is stomp of gekruld en, in tegenstelling tot de kleine sparrenrussula (Russula nauseosa), niet of slechts zeer zwak gekarteld en alleen gekarteld met de leeftijd. De hoedenhuid, die in ieder geval jong glanzend is, kan gemakkelijk worden verwijderd.
Lamellen
De hele, brede of bolvormige lamellen zijn aanvankelijk oker, maar als ze rijp zijn verkleuren ze helder dooier naar oranjegeel en hebben ze geen bruinachtige tinten.
Steel
De steel is 4 tot 6 zelden tot 7 cm lang en 1 tot 2 cm breed. Het is wit en vergrijst een beetje naarmate het ouder wordt en uitdroogt, en wordt dan vaak grijsachtig oker.
Vlees
Het vruchtvlees is troebel witachtig. Met ijzersulfaat wordt het vlees zwak en vuilroze. Guaiac-reactie is positief (normaal of zwak).
Geur en smaak
Hij is volledig mild van smaak. Het smaakt echter onaangenaam en werkt langzaam samentrekkend.
Sporenprint
De sporenprint is donker geel (IVb volgens Romagnesi).

### Microscopische kenmerken
De ellipsvormige sporen zijn 7 tot 11 maximaal 12 µm lang en 6 tot 8 zelden tot 9 µm breed. Ze zijn bedekt met dichte, middelgrote, stompe, 0,75 tot 1 µm hoge wratten, die meestal zijn versmolten tot korte richels en met elkaar verbonden zijn door een zeer fijn onvolledig netwerk. De apiculus is 1,5 tot 1,6 µm lang en 1 tot 1,5 µm breed en de hilaire plek van 3 tot 4 µm lang en 2 tot 2,25 µm breed is vaak bijna rechthoekig, vrij groot en duidelijk amyloïde.
De basidia zijn 30 tot 50 µm lang en 10 tot 12 µm breed. De cystidia zijn 60 tot 80 µm lang en 10 zelden tot 12 µm breed en steken relatief sterk uit en kleuren slechts zwak in sulfovanilline. De cuticula heeft stompe, ingewikkelde hyfeneindcellen die 3 tot 4 maximaal 5 µm breed en soms licht knotsvormig zijn. De 6 tot 10 µm brede pileocystidia zijn cilindrisch tot clavaat, soms sacculair en (0)-1-3(-5)-voudig gesepteerd.

## Verspreiding

Europees verspreidingsgebied

De duinbosrussula is een Europese soort die tot nu toe is waargenomen in Spanje, Frankrijk, Nederland, de Hebriden, Zwitserland, Hongarije, Noorwegen en Zweden. In Duitsland, van Nedersaksen tot aan de uitlopers van de Alpen, is de hij zeldzaam en zeer los verspreid. In zuivere kalkrijke gebieden is het meestal volledig afwezig.
In Nederland komt de duinbosrussula matig algemeen voor. Hij staat op de rode lijst in de categorie 'bedreigd'.